# Joan García Ripollés
Joan Garcia Ripollés també conegut com a Ripo o Beat Ripo, (Alzira, 4 de setembre del 1932) és un pintor i escultor castellonenc. Signa amb el nom Joan Ripollés. És artista exclusiu de The William Haber Art de Nova York i de la Galerie Drouand de París. El seu lirisme és considerat com a derivat de Marc Chagall.

## Biografia[calcitació]
Als dotze anys va començar a treballar com a aprenent en una empresa de pintura industrial. Fins als vint anys acudeix a classes de dibuix a l'Escola d'Artes i Oficis Francesc Ribalta de Castelló. De 1954 fins a 1963 va estar-se a París.
El 1958 es va casar amb Rosa, a Castelló. El 1963 va nàixer una primera filla Paloma i va anar a viure a Sevilla a Andalusia. El 1966 se'n va cap a Còrdova i a Chipiona (Cadis), on naix una segona filla, Yerma. Posteriorment es trasllada a Madrid i fixa la seua residència a Cercedilla, on naix el seu fill Natalio. El 1972 torna a Castelló. Des d'aquest moment el seu taller-estudi és la masia, una antiga casa de camp anomenada La Cucala, dins del terme de Borriol.
El 1977 es va instal·lar a Veere a la província de Zelàndia dels Països Baixos.

## Premis
- Premi de les Arts de la Comunitat Valenciana, any 2000.